# 張紹曽
張 紹曽（ちょう しょうそ）は中華民国の軍人、政治家。北洋系の軍人ながら革命派としても知られる。後に北京政府、直隷派の軍人となり、さらには国務総理もつとめた。字は敬輿。

## 事跡

### 北洋士官の三傑
1896年（光緒22年）、北洋武備学堂に入学した。卒業後に湖広総督張之洞の官費援助を受け、日本に留学する。陸軍士官学校第1期砲兵科で学んだ。同期には、呉禄貞、藍天蔚があり、後にこの2人とともに、「北洋士官の三傑」と称される。
1901年（光緒27年）に卒業、帰国し、袁世凱の下で砲兵隊の士官として登用された。以後、順調に昇進を重ね、1905年（光緒31年）に砲兵第5標標統、1906年（光緒32年）に第5混成鎮正参謀官となる。1907年（光緒33年）、呉禄貞・藍天蔚とともに、東三省総督徐世昌に任用された。そしてこのときに、張紹曽ら3人は、宋教仁に協力して、中国同盟会に秘密加入し、その遼東支部を奉天に設立している。1911年（宣統3年）2月、張は、第20鎮統制に任命され、奉天・新民に駐屯した。
1911年（宣統3年）10月、張紹曽・呉禄貞・藍天蔚は、直隷省永平県（現在の河北省盧竜県）で開催予定の秋季演習を機に挙兵をもくろむ。しかし、武昌起義勃発で演習が中止されてしまったために予定を変更し、急遽清朝に向けて憲法制定・責任内閣制実施を要求する声明を発した。これにより、清朝は憲法公布を迫られるなど一定の圧力となった。しかし、張らに対する清朝、さらには再起した袁世凱の追及も厳しかった。呉と張は更迭されてしまい、呉はまもなく袁の刺客に暗殺され、張も下野に追い込まれている。

### 袁世凱の下で
中華民国が成立すると、張紹曽は袁世凱から長江宣撫使として再起用され、孫文（孫中山）ら革命派との調停役を務めた。1913年（民国2年）5月、進歩党の名誉理事に就任した。同年10月、綏遠将軍に任命され（署理としては前年10月から）、蒙古王侯貴族の安撫、地位保障などにつとめた。1914年（民国3年）4月に、北京へ召還され、民国4年（1915年）に陸軍訓練総監をつとめる。袁が皇帝即位を画策した際には、張は、曹錕とともに直隷省公民代表として、袁に即位を求める請願書を上程した。
袁世凱死後は、張紹曽は直隷派に接近し、安徽派の段祺瑞とは対立した。1916年（民国5年）12月、全国陸軍訓練総監の地位に就く。張勲復辟の際には、馮玉祥とともに張勲討伐を図ったが、段に先を越されてしまう。さらに張勲討伐画策を叛逆行為とみなされ、陸軍総監から罷免されてしまった。

### つかの間の国務総理
1920年（民国9年）7月の安直戦争で安徽派が敗北すると、呉佩孚、馮玉祥の下で政界に復帰する。1922年（民国11年）8月、陸軍総長に就任し、さらに翌年1月、国務総理兼陸軍総長となった。しかし、国務総理となってからは、総統黎元洪とともに南方政府との和平路線を唱え、武力統一路線を唱える呉や曹錕とは対立するようになる。同年6月、対立の果てに黎、張はともに辞任に追い込まれた。
その後も政界への復権を図る張紹曽は、天津に隠居しながらも、北方各派に連絡をとって活動を続けた。しかし、容易に復帰することはできなかった。1928年（民国17年）、張紹曽は、馮玉祥と連絡を取り合い、張作霖討伐を画策する。しかし、これを察知した張作霖が放った刺客により、張紹曽は同年3月21日に狙撃され、翌朝死亡した。享年49。

## 注
1. ↑  徐友春主編『民国人物大辞典 増訂版』による。陳寧生「張紹曽」は1880年生まれとする。